# Fumaria indica
Fumaria indica är en vallmoväxtart som först beskrevs av Heinrich Carl Haussknecht, och fick sitt nu gällande namn av Herbert William Pugsley. Fumaria indica ingår i släktet jordrökar, och familjen vallmoväxter. Inga underarter finns listade i Catalogue of Life.